# Шкарівський Сергій Олександрович
Сергі́й Олекса́ндрович Шкарі́вський (10 липня 1963, селище Щегловське Кемеровська область, РСФСР — 19 серпня 2014, Іловайськ, Донецька область) — капітан Національної гвардії України, командир 1-го взводу 1-ї роти добровольчого батальйону Нацгвардії «Донбас». Учасник російсько-української війни.

## Життєпис
1963 — народився в селищі Щегловський (Кемеровська область, РРФСР).
1986 — закінчив Київський політехнічний інститут за спеціальністю інженер-металург (кафедра — фізика металів).
1986—1988 — служив в армії в ракетних військах, місто Єйськ Краснодарського краю, РРФСР, де здобув звання офіцера запасу.
1988—1991 — працював на Чорнобильській атомній електростанції інженером, керівником групи металознавства.
1993 року закінчив Міжнародний інститут менеджменту, проживав у місті Ірпінь.
1997—2014 — голова правління ВАТ «Ірпінське АТП-13250».
Щороку їздив на гору Клементьєва (Узун-Сирт) — у Криму над Планерським. Долав Швейцарські Альпи і Високі Татри.
Брав участь у подіях Революції Гідності — відстоював барикаду на вулиці Михайлівській. Червень 2014 — командир взводу, 2-й батальйон оперативного призначення Національної гвардії України «Донбас». Загинув від кулі снайпера 19 серпня в боях за визволення Іловайська в центрі міста.
Перша куля влучила під бронежилет, друга стала смертельною — в шию. Святослав-Андрій Грушевський, бувши пораненим, намагався врятувати побратима, проте зазнав другого поранення.

## Родина
Дружина — журналістка, політик й активістка Михайлина Скорик — та її батько Михайло Скорик. Дві доньки від першого шлюбу — Анна та Маргарита.
Похований 22 серпня 2014 року в місті Ірпінь.

## Нагороди та вшанування
- 6 жовтня 2014 року — за особисту мужність і героїзм, виявлені у захисті державного суверенітету та територіальної цілісності України, вірність військовій присязі під час російсько-української війни, відзначений — нагороджений орденом «За мужність» III ступеня (посмертно).
- Вшановується 19 серпня на щоденному ранковому церемоніалі вшанування українських захисників, які загинули цього дня в різні роки внаслідок російської збройної агресії[4]
- Його портрет розміщений на меморіалі «Стіна пам'яті полеглих за Україну» у Києві: секція 3, ряд 2, місце 9.
- Нагороджений «Іловайським Хрестом» (посмертно).